# Diecezja włodzimiersko-brzeska (unicka)

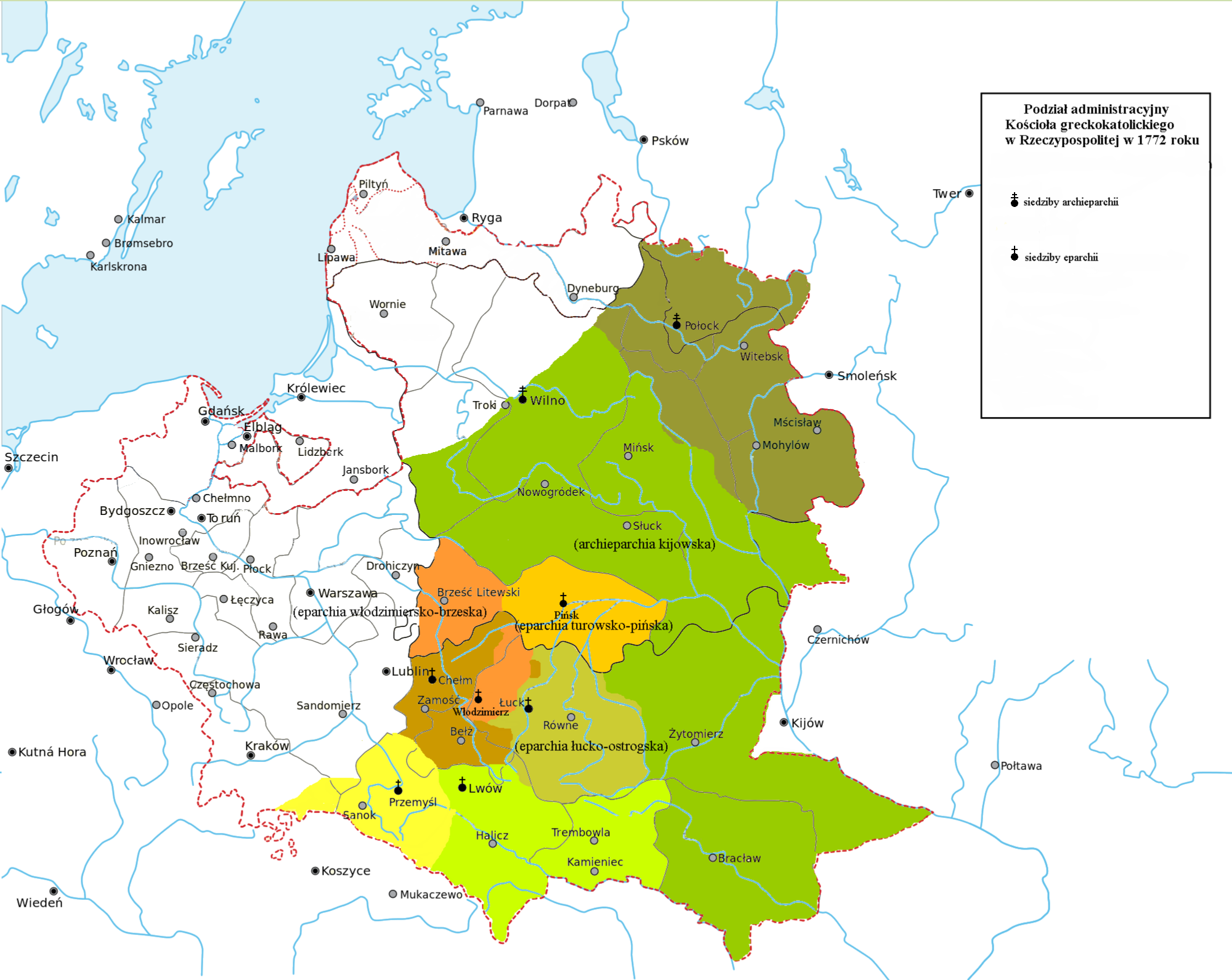
Podział administracyjny Kościoła greckokatolickiego w Polsce w 1772 roku

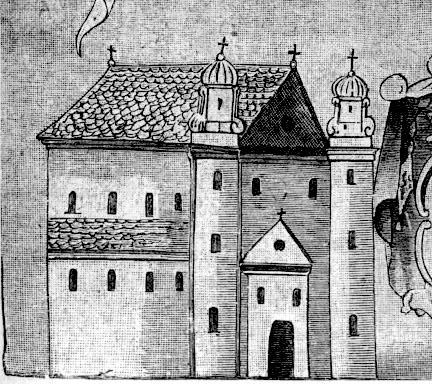
Cerkiew św. Mikołaja w Brześciu pełniąca rolę drugiej katedry w diecezji włodzimiersko-brzeskiej.

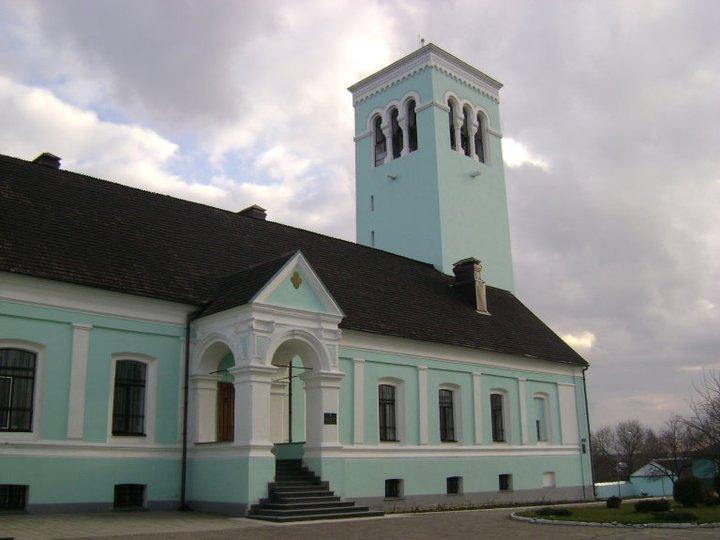
Pałac biskupi (Єпископський замочок) we Włodzimierzu.

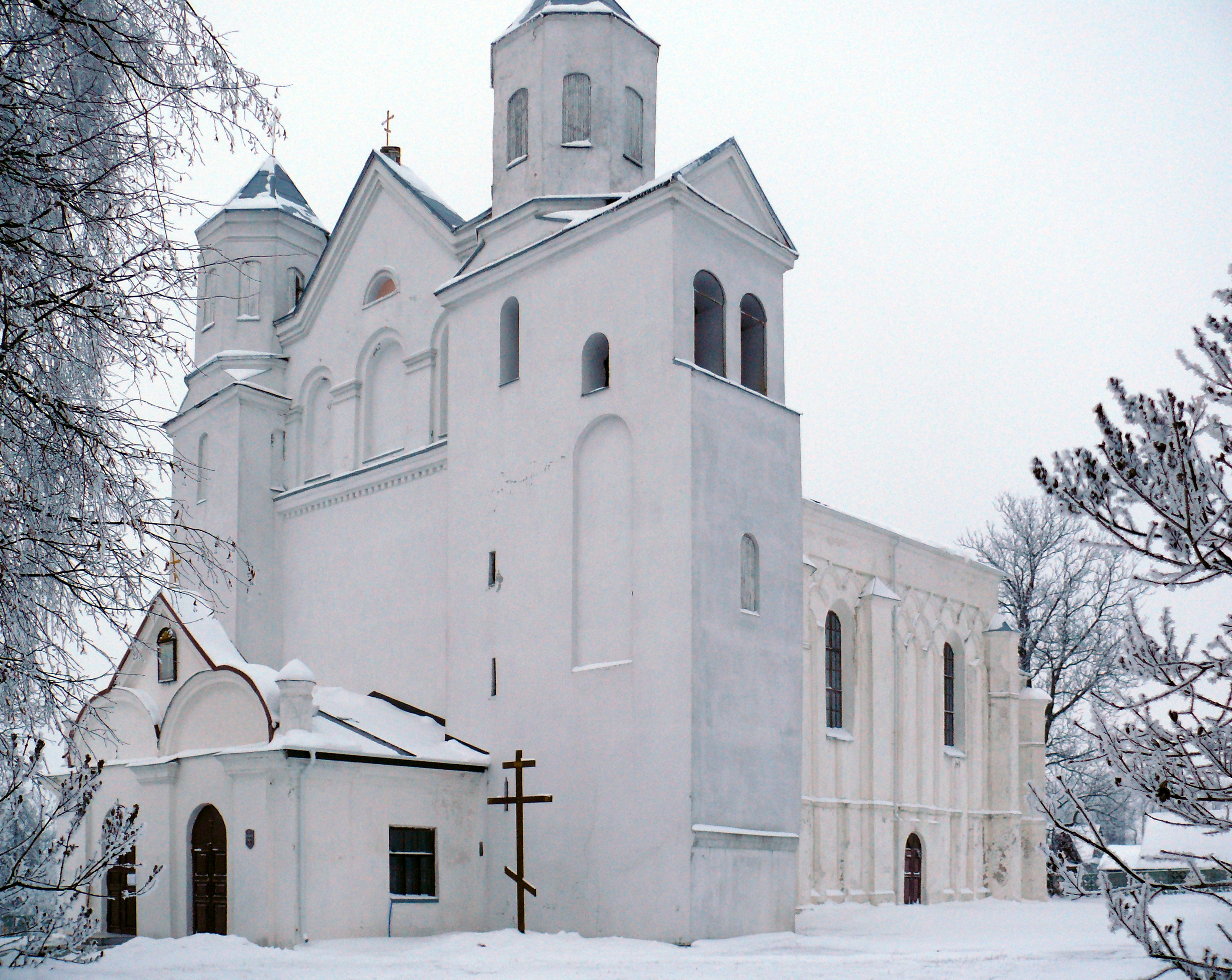
Cerkiew w Nowogródku (współcześnie sobór św. św. Borysa i Gleba), wcześniej główna cerkiew nowogródzkiego klasztoru bazylianów, gdzie w l. 1797-1810 rezydowali uniccy biskupi brzescy.

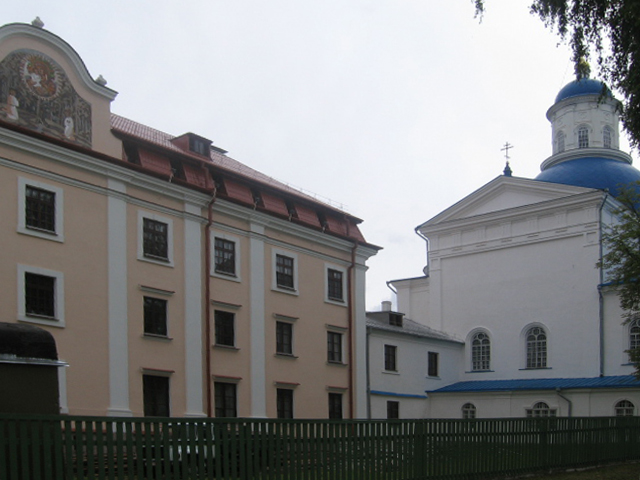
Monaster Zaśnięcia Matki Bożej w Żyrowiczach, w l. 1810-1828 rezydencja unickich biskupów brzeskich.

Diecezja włodzimiersko-brzeska – eparchia Kościoła unickiego, powstała w 1596 r. w wyniku unii brzeskiej, przestała istnieć w następstwie rozbiorów Rzeczypospolitej; na krótko reaktywowana jako diecezja brzeska Kościoła greckounickiego w Imperium Rosyjskim (1798–1828).

## Diecezja włodzimiersko-brzeska w Rzeczypospolitej

### Geneza
Unicka diecezja włodzimiersko-brzeska powstała wraz z przyjęciem unii brzeskiej przez biskupa Hipacego Pocieja, jednego z głównych zwolenników zjednoczenia Kościoła wschodniego i zachodniego. Wraz z władyką katolicyzm i zwierzchnictwo papieża przyjęła wówczas formalnie dotychczasowa prawosławna eparchia włodzimiersko-brzeska. W rzeczywistości konwersja ta nie była wydarzeniem jednorazowym, lecz dłuższym i pełnym konfliktów procesem, w trakcie którego unici przejęli większość parafii i cerkwi prawosławnych. Miejscowi dyzunici, wśród których czołową rolę odgrywały bractwa cerkiewne oraz Atanazy Brzeski, ihumen monasteru św. Szymona, uznawali zwierzchnictwo prawosławnych biskupów łuckich, mohylewskich i mińskich.

### Terytorium
Współcześnie obszar dawnej diecezji włodzimiersko-brzeskiej znajduje się w granicach Białorusi, Polski i Ukrainy.
Granice diecezji były spadkiem po granicach prawosławnej diecezji włodzimiersko-brzeska, te zaś odzwierciedlały podział ziem ruskich pomiędzy Wielkim Księstwem Litewskim a Królestwem Polskim. W XVII-XVIII w. unicka diecezja włodzimiersko-brzeska obejmowała tereny leżące w granicach Wielkiego Księstwa Litewskiego oraz Korony Polskiej: zachodnią część województwa brzeskiego (powiat brzeski), województwo podlaskie (bez północnego skrawka) oraz południowo-zachodnią część województwa wołyńskiego (powiat włodzimierski i zachodnie krańce łuckiego). Południowa część diecezji była oddzielona od północnej zabużańskim terytorium diecezji chełmskiej.

### Podział administracyjny
- oficjalat włodzimierski – Włodzimierz
  - dekanaty:
- oficjalat brzeski (wikariat, biskupstwo diecezja brzeska) – Brześć
  - dekanaty:
    - bialski
    - bielski
    - brzeski
    - drohiczyński
    - kamieniecki
    - kobryński
    - mielnicki
    - poleski
    - prużański
    - włodawski

### Likwidacja
W wyniku rozbiorów unicka diecezja włodzimiersko-brzeska przestała istnieć, a jej terytorium, podobnie jak cała Rzeczpospolita, zostało podzielone pomiędzy państwa zaborcze:
- Austria wcieliła do swojego zaboru południowo-zachodnią (zabużańską) część diecezji; dla unitów z dawnego oficjalatu brzeskiego mieszkających teraz w Nowej Galicji utworzono, w ramach greckokatolickiej diecezji chełmskiej, odrębny konsystorz, kierowany przez oficjała generalnego rezydującego w Hannie;
- Prusy zajęły północno-zachodnią część diecezji; dla unitów mieszkających w Prusach Nowowschodnich utworzono diecezję supraska (1797–1809);
- Rosja opanowała wschodnią część diecezji, która z czasem weszła w skład nowo utworzonej greckounickiej diecezji brzeskiej.

## Diecezja brzeska w Imperium Rosyjskim

### Lata 1797–1807
Unicka diecezja brzeska została reaktywowana przez cesarza Pawła I ukazem z 28 kwietnia 1797 r. Obok archidiecezji połockiej i reaktywowanej diecezji łucko-ostrogskiej tworzyła ona struktury reorganizowanego przez władze carskie Kościoła greckounickiego. Terytorium diecezji znajdowało się w granicach guberni grodzieńskiej, kurlandzkiej, mińskiej i wileńskiej, czyli obejmowało obszary należące do uprzednio zlikwidowanych eparchii unickich: włodzimiersko-brzeskiej, pińsko-turowskiej i metropolitalnej archidiecezji kijowsko-wileńskiej. Do nowego biskupstwa brzeskiego nie weszła część włodzimierska włączona do diecezji łucko-ostrogskiej. Biskupem brzeskim został  Arseniusz Główniewski, od 1791 r. biskup koadiutor włodzimiersko-brzeski. Decyzjom tym sankcję kanoniczną nadał papież Pius VI bullą Maximis undique pressi z 15 listopada 1798 r.
Diecezja liczyła 817 parafii, funkcjonowało w niej 13 klasztorów bazyliańskich, rezydencją biskupią został monaster Zaśnięcia Matki Bożej w Żyrowiczach (do 1810 r. biskup rezydował w Nowogródku). Uposażenie roczne biskupstwa wynosiło 6000 rubli.
Organizacją diecezji zajął się dotychczasowy koadiutor pińsko-turowski Jozafat Bułhak, zatwierdzony na stanowisku biskupa w Brześciu 8 stycznia 1798 r. przez nuncjusza apostolskiego Laurentiusa Littę. Bp Bułhak podzielił eparchię na 2 oficjalaty (Nowogródek, Pińsk), te zaś na dekanaty. W 1808 r. utworzył kapitułę katedralną z 6 prałaturami (archiprezbiter, archidiakon, scholastyk, kustosz, kantor, kanclerz), 13 kanonikatami gremialnymi i 4 honorowymi. Seminarium duchowne w Ławryszewie uposażone zostało dobrami klasztorów bazyliańskich w Ławryszewie i Nowym Dworze oraz państwową subwencją w wysokości 2000 rubli rocznie.
W 1804 r. diecezja brzeska liczyła 802 parafie, 36 klasztorów męskich, 5 żeńskich,
930 kapłanów diecezjalnych, 358 zakonników, 36 zakonnic i 748 513 wiernych (bez dzieci).

### Lata 1807–1828
Pokój w Tylży (1807) oddawał pod władzę Rosji obwód białostocki wraz unitami diecezji supraskiej. Cesarz Aleksander I dokonał wówczas nowego podziału Kościoła greckounickiego: odłączył z diecezji brzeskiej 300 parafii położonych w guberniach kurlandzkiej, wileńskiej i częściowo mińskiej i podporządkował je metropolitalnej diecezji litewskiej z siedzibą w Wilnie, natomiast do diecezji brzeskiej włączył prawie całe terytorium zlikwidowanej w 1809 r. diecezji supraskiej (dekanaty Białystok, Bielsk Podlaski, Drohiczyn, Nowy Dwór oraz stolicę byłego biskupstwa – Supraśl z 59 parafiami, 3 klasztorami bazyliańskimi i 46 968 wiernymi). Dotychczasowy biskup supraski, Leon Ludwik Jaworowski, został biskupem pomocniczym brzeskim z tytułem biskupa włodzimierskiego (wyświęcony na biskupa w 1811 r.). Na utrzymanie konsystorza i biskupa pomocniczego cesarz przeznaczył 4000 talarów.
Ówczesny biskup ordynariusz brzeski Jozafat Bułhak podzielił diecezję na 22 dekanaty: grodzieński, lidzki, słonimski, wołkowyski, nowogródzki, cyryński, brzeski, kamieniecki, kobryński, prużański, poleski, lubieszowski, janowski, drohiczyński, białostocki, bielski, drohicki, nowodworski, słucki, piński, rzeczycki i mozyrski.
Po mianowaniu Bułhaka na urząd metropolity unickiego (z zachowaniem biskupstwa brzeskiego) w 1817 r. Leon Ludwik Jaworowski stał się faktycznym zarządcą diecezji brzeskiej.
22 czerwca 1828 r. na mocy ukazu Mikołaja I doszło do kolejnej reorganizacji Kościoła unickiego w Rosji. Diecezję brzeską włączono do diecezji litewskiej, która teraz objęła gubernię grodzieńską, obwód białostocki, północne powiaty guberni wołyńskiej i gubernię wileńską. Była to jedna z dwóch pozostałych jednostek administracyjnych Kościoła unickiego na terenie „ziem zabranych” – drugą była archidiecezja połocka (białoruska). Jednocześnie trwały intensywne działania na rzecz upodobnienia Kościoła unickiego do rosyjskiej Cerkwi prawosławnej. Po Jaworowskim faktyczny zarząd nad dawną diecezją brzeską przejął oficjał i prezes konsystorza litewskiego, prałat Antoni Tupalski, profesor Uniwersytetu Wileńskiego, zwolennik prawosławia, jeden z najbliższych współpracowników Józefa Siemaszki.
Zmiany dokonywane wówczas w Kościele unickim na terenie Rosji nie miały aprobaty Stolicy Apostolskiej. Według źródeł watykańskich diecezja włodzimiersko-brzeska i diecezja łucko-ostrogska były sufraganiami archidiecezji połockiej rytu grecko-ruskiego.

### Brzeskie biskupstwo tytularne (1828–1839)
W 1833 r. dotychczasowy biskup pomocniczy białoruski Józef Siemaszko został mianowany biskupem litewskim i wileńskim. Ustanowiono również dwóch biskupów pomocniczych w osobach Jozafata Żarskiego, biskupa pińskiego, oraz Antoniego Zubki, który otrzymał tytuł biskupa brzeskiego.
W 1839 r. podczas synodu połockiego został zlikwidowany Kościół unicki na „ziemiach zabranych”. Pod władzą Rosji pozostała jedynie diecezja chełmska w Królestwie Kongresowym – zlikwidowana w 1875 r.